# Malamuc, Prahova
Malamuc este un sat în comuna Gherghița din județul Prahova, Muntenia, România.
In zona localității fost identificată o așezare din epoca bronzului, la vest de liziera de pini, (probabil la vest de islazul pe care creșteau arbuștii denumiti popular "cătină", Tamarix spp.), Cod RAN 133465.01.
Așezarea este atestată documentar în 1571.
Localitatea este menționată și în Harta Țării Românești întocmită de stolnicul Constantin Cantacuzino, copia austriacă, 1707, cu denumirea de Malamoi.
Satul făcea parte la sfârșitul secolului al XIX-lea din comuna Hătcărău, județul Prahova, având 438 de locuitori și o biserică fondată în 1870. Comuna a fost desființată în 1968, satul trecând de atunci la comuna Gherghița.

## Etimologia numelui
Numele este legat de localitatea Malamocco de pe insula Lido din Veneția, de unde proveneau întemeietorii din secolului XVI ai localității Malamuc. Se pare că Malamocco a fost intemeiat pe partea cea mai joasă a insulei Lido, pe "malul mic". La o extremitate a localitatii Malamuc exista și un "mal mare", Movileanca. În secolul XIX, la mânăstire sunt internați bolnavi psihici din București, lucru care duce la formarea cuvântului balamuc cu sensul de ospiciu de nebuni.